# Рай (тайфун)
Тайфун «Рай» або «Раі» (англ. Typhoon Rai), також відомий на Філіппінах як «Тайфун Одет» (англ. Typhoon Odette) — потужний тропічний циклон, який обрушився на Філіппіни. Рай став першим супертайфуном 5 категорії, який розвинувся в грудні після Нок-тен у 2016 році, один з чотирьох супертайфунів 5 категорії, зафіксованих у Південно-Китайському морі, після Памели в 1954 році, Раммасуна в 2014 році та Ягі в 2024 році..

## Підготовка

### Мікронезія
Національна метеорологічна служба США попередила про тайфуну до Тіану, Гуаму, Корору й Каянгела, на атолі Нгулу було оголошено попередження про тропічний шторм.

### Філіппіни
15 грудня бойовики Нової народної армії напали на війська, які евакуювали жителів Сурігао-дель-Сур перед штормом, убивши трьох мирних жителів.

### Гонконг
Гонконзька обсерваторія повідомила про тайфун на першому рівні небезпеки коли той наближався до міста. Востаннє подібне попередження було видано в Гонконзі в грудні 1974 року у відповідь на тайфун Ірма.

### Малайзія
Сильні зливи призвели до повеней у Малайзії, протягом дня рятувальні служби евакуювали 21 тис. людей, у рятувальних роботах було задіяно 66 тис. військових, поліціянтів та пожежних.

## Перебіг подій
Умови були сприятливими для подальшого розвитку тайфуну, через що він повільно посилювався протягом 12 грудня. Того ж дня Спільний центр попередження про тайфуни США (JTWC) видав попередження про формування тропічного циклону. 13 грудня тайфун перетворився на тропічну бурю, пройшовши на південь від атолу Нгулу. Раї увійшов до Філіппінської зони відповідальності (PAR) вночі проти 14 грудня, тоді як PAGASA назвав його «Одет».
15 грудня, наближаючись до Філіппін, Рай несподівано швидко посилився до стану супертайфуну 5 категорії безпосередньо перед появою на березі Сіаргао. Потім він повільно слабшав, перетинаючи, виходячи в море Сулу.
17 грудня тайфун накрив Філіппіни, було зруйновано численні будинки.

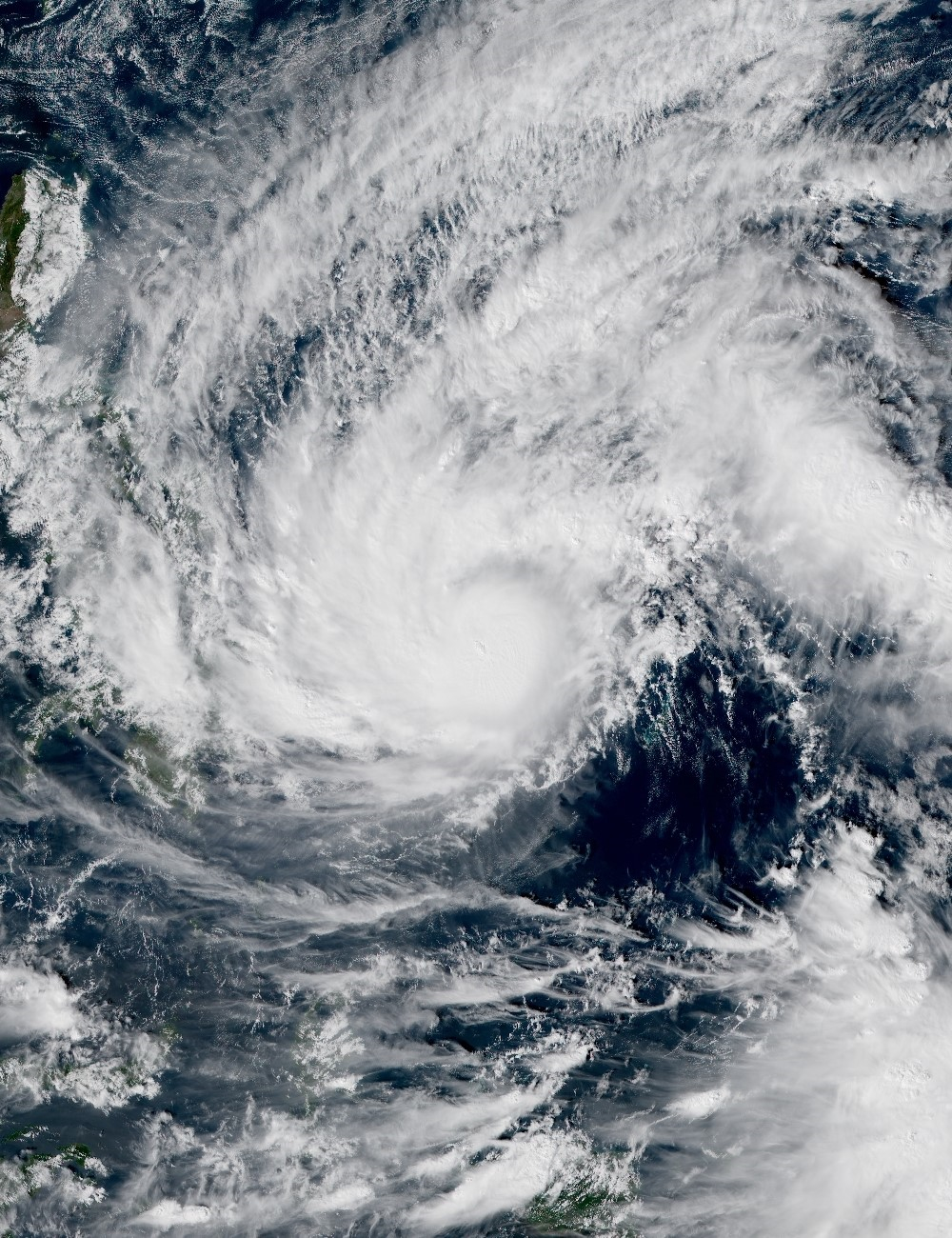
Тайфун наближається до Філіппін, 15 грудня 2021

Коли Рай пройшов через Філіппіни, сильні опади і вітер частково зруйнували кілька районів. У багатьох районах на островах Вісай і Мінданао почалися перебої з електроенергією. Було повалено дерева, повені стали основною проблемою в постраждалих регіонах, зокрема на Бохолі. Перед тим, як обрушитися на сушу, Рай досяг швидкості вітру 195 км/год. Очікувалося, що до 25 грудня він вийде з суші через провінцію Палаван і покине країну.

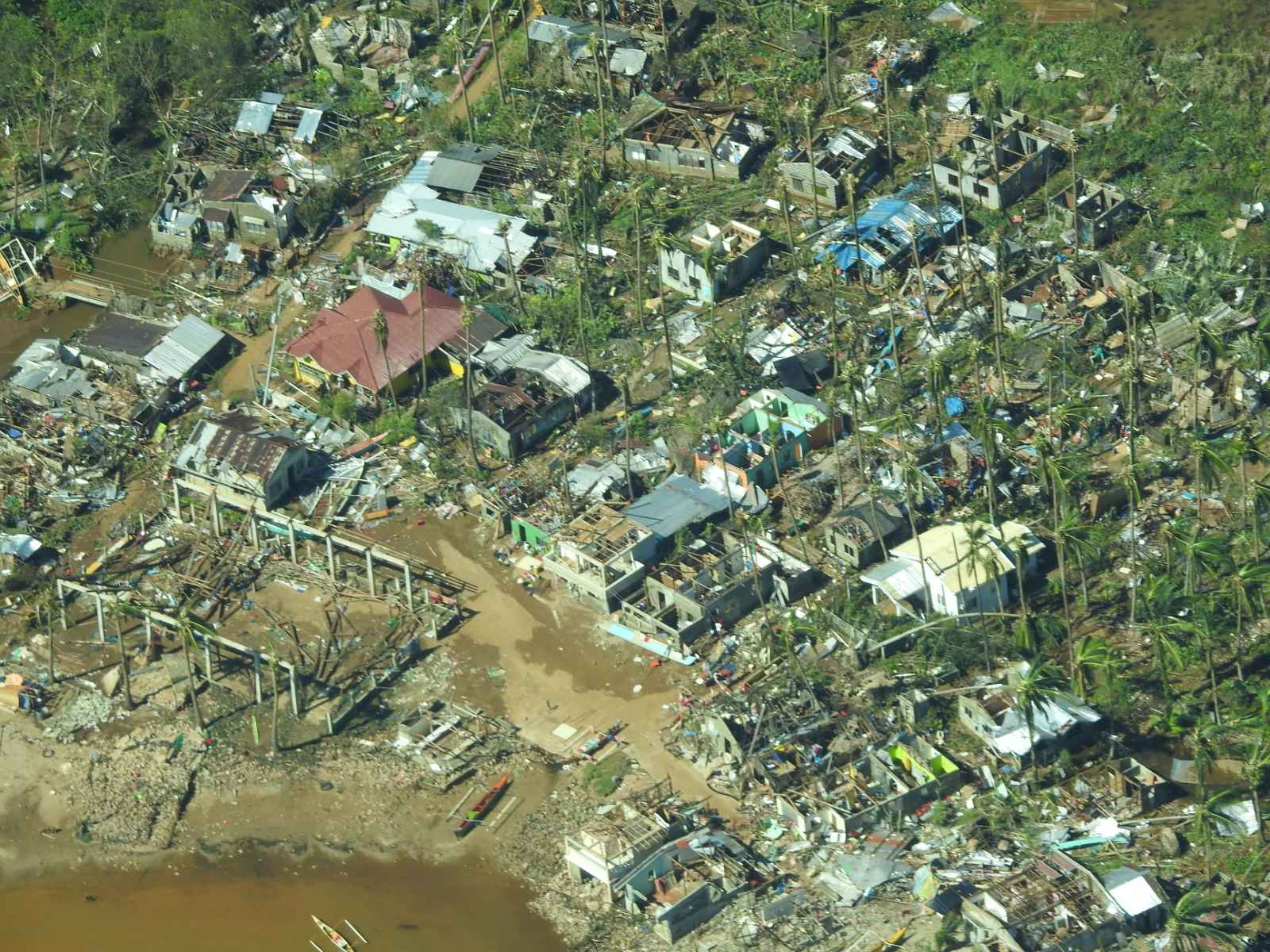
Наслідки тайфуну у місті Сурігао (Філіппіни)

Місто Сурігао було майже повністю зруйновано, у провінції і Себу введено стан катастрофи. Станом на 18 грудня, понад 300 тис. людей покинуло житло та курорти, щонайменше 75 людей загинуло.
20 грудня було оголошено, що кількість жертв зросла до 208 людей, але згодом того ж дня було оголошено про 370 загиблих.

## Наслідки
Станом на 20 грудня було заявлено про 375 жертв, більшість із яких були з острова Бохол. Збитки на острові оцінювалися у $100 млн, а збитки в Сіаргао — у $400 млн. За даними ООН, на Філіппінах постраждало 13 млн людей.